# П'ятдесят на п'ятдесят (фільм, 1992)
П'ятдесят на п'ятдесят (англ. Fifty/Fifty) — американський комедійний бойовик 1992 року режисера Чарльза Мартіна Сміта.

## Сюжет
Після невдалої висадки десанту повстанців, інструктор-найманець Сем Френч потрапляє в полон. Там він несподівано дізнається, що його давній приятель Джейк Вейр керує військовим формуванням у таборі диктатора. Колеги швидко знаходять спільну мову і разом тікають. Через деякий час до них звертається місцевий резидент ЦРУ із пропозицією тренувати загін партизан і скинути південноазіатського диктатора генерала Босаві.

## У ролях
| Актор                  | Роль           |
| ---------------------- | -------------- |
| Пітер Веллер           | Джейк Вейр     |
| Роберт Гейс            | Сем Френч      |
| Чарльз Мартін Сміт     | Мартін Спру    |
| Рамона Рахман          | Сулета         |
| Кей Тонг Лім           | Ахантар        |
| Дом Магуілі            | генерал Босаві |
| Азміл Мустафа          | полковник Кота |
| Дхарма Гарун Аль-Рашид | Сентул         |